# Лумбард Делова
Лумбард Делова (на албански: Lumbardh Dellova) е косовски футболист, който играе като централен защитник за ЦСКА.

## Клубна кариера
Роден е на 1 януари 1999 г. във Велика Круша. Започва да тренира в школата на „Лирия“ (Призрен). Дебютира за първия състав на 4 ноември 2017 г. при победата над „Прищина“. След кратък престой през 2017 г. в словенския тим „Слован“ (Любляна), в началото на 2018 г. се връща в „Лирия“. През септември същата година е привлечен във втория отбор на „Хайдук Сплит“, играещ в хърватската Втора лига, с който подписва тригодишен договор. Записва първия си двубой на 26 април 2019 г. и до края на сезон 2019/2020 изиграва 16 мача. През следващия сезон е пратен под наем в „Прищина“, където е титуляр и записва 27 мача за първенство с 1 гол, както и 2 срещи за купата на Косово. В края на същия сезон за първи път става шампион на страната си.
През юли 2021 г. подписва нов четиригодишен договор с „Хайдук“. Включен е в първия състав на отбора, но там записва само 3 участия за първенство, преди да получи контузия, извадила го от игра до края на есенния дял на шампионата. В края на 2021 г. се връща в родината си, като подписва договор с „Балкани“.
Той играе за новия си отбор през следващите две години и половина, като през първите две кампании, в които участва, е използван често и като дефанзивен халф. Записва общо 74 мача с 9 гола за първенство и 6 мача с 1 гол за купата. Участва и в два двубоя на Суперкупата на Косово, като отборът му я печели през 2023 г. след негов гол. В евротурнирите има 27 мача, като на два пъти тимът му участва в груповата фаза на Лига Европа. При престоя си в „Балкани“ става трикратен шампион на Косово и веднъж носител на Купата, а също така е избран за играч на годината през 2023 г.

### ЦСКА
Преминава при „армейците“ в началото на юли 2024 г. срещу трансферна сума от 350 000 евро, като подписва договор за три сезона. От самото начало се утвърждава като титуляр, като до края на дебютния си сезон пропуска само 6 мача, три от които заради наказание за червен картон, получен за удар без топка срещу противников играч в мача срещу „Берое“ на 8 март 2025 г. Бележи първия си гол за отбора в мача за купата срещу „Спартак“ (Варна) на 15 декември 2024 г., а срещу същия съперник се разписва и в мача от първенството на 26 април 2025 г.

## Национален отбор

### Юношески и младежки отбори
През октомври 2017 г. Делова е извикан в националния отбор на Косово до 19 години за квалификациите за Европейското първенство през 2018 г.  Дебютира срещу състава на Австрия на 3 октомври и записва общо 3 мача.
Две години по-късно той е включен в състава на младежкия национален отбор в квалификационните двубои за Европейското първенство през 2021 г. Първия си мач изиграва отново срещу австрийския отбор на 15 ноември 2019 г. За тази гарнитура записва само още един двубой – на 4 септември 2020 г. срещу Англия.

### Мъжки отбор
Ален Жирес, който е начело на мъжкия национален отбор на Косово през 2022 г., оценява качествата на Делова и го извиква в състава за приятелския мач с Буркина Фасо, игран на 24 март, в който играчът се появява от резервната скамейка. След участие в още две приятелски срещи през същата година той дебютира в официален мач за Косово на 12 октомври 2023 г. в европейска квалификация срещу състава на Андора.

## Характеристика
Делова се отличава с хладнокръвие при владеенето на топката, точни подавания и нелоша техника, поради което нерядко в кариерата си е използван и като полузащитник. Освен това изпъква с отскокливостта и шпагатите си. По-силният му крак е десният.

## Успехи
- Шампион на Косово с екипа на „Прищина“ за 2021 г. и „Балкани“ за 2022, 2023 и 2024 г.
- Носител на купата на Хърватия с екипа на „Хайдук“ (Сплит) за 2022 г.
- Носител на купата на Косово с екипа на „Балкани“ за 2024 г.
- Носител на суперкупата на Косово с екипа на „Балкани“ за 2023 г.[18]
- Най-добър футболист на Косово за 2023 г.